# Musée diocésain Albani
Le Musée diocésain Albani est un musée situé à Urbino dans la région italienne des Marches. 

## Histoire
Le musée a été officiellement fondé en 1964, sous le nom de Musée de la cathédrale Albani. 
Le Musée est dédié à la famille Albani, en signe de gratitude envers la noble famille d'Urbino, généreuse envers la Cathédrale et contribuant  à l'augmentation de sa collection.
Depuis la seconde moitié du XVIIIe siècle, les deux sacristies de la cathédrale présentaient du mobilier liturgique, des vêtements sacrés et diverses œuvres. Les deux sacristies ont été construites à des époques différentes, la plus ancienne remonte au XVe siècle.

## Description
Le musée se développe dans douze chambres (dont deux anciennes de la sacristie de la cathédrale,  au rez-de-chaussée du palais de l'archevêque, à l'entrée principale sur la Piazza Giovanni Pascoli, à droite de la cathédrale.

## Collections
- Dans la « Nouvelle Sacristie » ( Sagrestia Nuova, le musée abrite du mobilier précieux, des reliquaires, des calices, des pyxides, des pastorales, des céramiques, de la porcelaine, des cristaux et des chandeliers.
- Dans l'« ancienne sacristie » (Sagrestia Vecchia et dans les différentes salles, se trouvent des peintures, des majoliques de la Renaissance, des objets de culte et de l'orfèvrerie romaine du XVIIIe siècle, ainsi que des peintures et des toiles du XVe  au XVIIIe siècle qui proviennent en partie des églises de la région d'Urbino.

## Œuvres principales

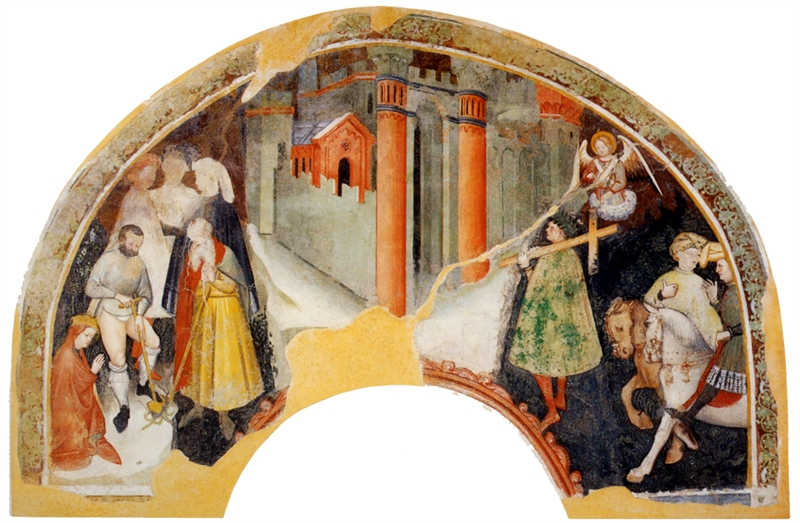
Antonio Alberti, Il ritrovamento e l'esaltazione della croce

- Madonna del latte de Andrea da Bologna (actif 1369-1372);
- Fresques (dont Il ritrovamento e l'esaltazione della croce) attribuées à Antonio Alberti (actif 1390/1400-1449) provenant de l'église San Domenico de Urbino,
- San Girolamo, d'école baroque, (XVIe et XVIIe siècles.)
- Madonna con Bambino ed i Santi Gregorio ed Antonio Abate de Girolamo Cialdieri, (1593-1680) .